# Condado de Scott (Missouri)
O Condado de Scott é um dos 114 condados do estado americano de Missouri. A sede do condado é Benton, e sua maior cidade é Benton. O condado possui uma área de 1 103 km² (dos quais 13 km² estão cobertos por água), uma população de 40 422 habitantes, e uma densidade populacional de 37 hab/km² (segundo o censo nacional de 2000). O condado foi fundado em 1821.